# Caitlin Gerard
Caitlin Beverly Gerard (Los Angeles, 1988. július 26. –) amerikai színésznő. 
Főszerepet játszott a Bűnök és előítéletek című drámasorozat első évadában (2015). 2009 és 2013 között szerepelt az AMC Theatres vetítés előtti snittjeiben is, nevezetesen a "Coming Soon" és a "Magic Chairs" snittekben.

## Élete
Gerard a kaliforniai Los Angelesben született. A Los Angeles-i International School of Los Angelesbe járt, egy K-12-es francia magániskolába, és 2006-ban érettségizett a Malibu High Schoolban. A UCLA-n angol szakon végzett, kreatív írás szakon.

### Film
| Év   | Magyar cím                        | Eredeti cím                  | Szerep           | Magyar hang       |
| ---- | --------------------------------- | ---------------------------- | ---------------- | ----------------- |
| 2010 | Social Network – A közösségi háló | The Social Network           | Ashleigh         | Mánya Zsófia      |
| 2010 |                                   | The Awakening                | Jessica          |                   |
| 2011 |                                   | Answers to Nothing           | francia lány     |                   |
| 2012 | Magic Mike                        | Magic Mike                   | Kim              |                   |
| 2012 |                                   | Smiley                       | Ashley Brookes   |                   |
| 2014 |                                   | Genvieve                     | Genvieve         |                   |
| 2014 |                                   | I Think I'm in Love with You |                  |                   |
| 2014 |                                   | Manifesto                    | Natalie          |                   |
| 2015 |                                   | Pocket Listing               | Jane             |                   |
| 2015 |                                   | Hi-Tone                      | Janey            |                   |
| 2015 |                                   | Three Sheets                 | Stevie           |                   |
| 2016 | Mindenáron gyilkos                | The Assignment               | Johnnie, a nővér |                   |
| 2018 | A szél                            | The Wind                     | Lizzy Macklin    |                   |
| 2018 | Insidious – Az utolsó kulcs       | Insidious: The Last Key      | Imogen Rainier   | Mórocz Adrienn    |
| 2019 |                                   | I Lost My Mother's Ashes     | N/A              |                   |
| 2022 |                                   | Tow                          | Abbie és Maddie  |                   |
| 2023 | Magic Mike utolsó tánca           | Magic Mike's Last Dance      | Kim              | Sipos Eszter Anna |

### Televízió
| Év   | Magyar cím           | Eredeti cím                   | Szerep       | Megjegyzés                  |
| ---- | -------------------- | ----------------------------- | ------------ | --------------------------- |
| 2012 |                      | Jan                           | Jan          | főszerep                    |
| 2012 |                      | Vanessa & Jan                 | Jan          | főszerep                    |
| 2012 |                      | Ruth & Erica                  | Jan          | Epizód: "September"         |
| 2013 |                      | Zach Stone Is Gonna Be Famous | Amy          | főszerep                    |
| 2015 | Bűnök és előítéletek | American Crime                | Aubry Taylor | főszerep                    |
| 2017 |                      | When We Rise                  | Jean         | főszerep                    |
| 2018 | Az utolsó remény     | The Last Ship                 | Kelsi        | visszatérő szerep (5. évad) |

## Fordítás
- Ez a szócikk részben vagy egészben  a   Caitlin Gerard című angol Wikipédia-szócikk fordításán alapul.  Az eredeti cikk szerkesztőit annak laptörténete sorolja fel. Ez a jelzés csupán a megfogalmazás eredetét és a szerzői jogokat jelzi, nem szolgál a cikkben szereplő információk forrásmegjelöléseként.